# Odontembia spinosa
Odontembia spinosa är en insektsart som först beskrevs av Navás 1931.  Odontembia spinosa ingår i släktet Odontembia och familjen Embiidae. Inga underarter finns listade i Catalogue of Life.